# Vatanabe Hidemaro
Vatanabe Hidemaro (Hirosima, 1924. szeptember 24. – 2011. október 12.) japán válogatott labdarúgó.

## Nemzeti válogatott
A japán válogatottban 2 mérkőzést játszott.

## Statisztika
| Japán válogatott | Japán válogatott | Japán válogatott |
| Időszak          | Mérk.            | gól              |
| ---------------- | ---------------- | ---------------- |
| 1954             | 2                | 0                |
| Összesen         | 2                | 0                |